# NGC 2137
NGC 2137 ist ein offener Sternhaufen im Sternbild Dorado in der Großen Magellanschen Wolke.
Das Objekt wurde am 23. Dezember 1834 von John Herschel entdeckt.